# Sideroxylon picardae
Sideroxylon picardae är en tvåhjärtbladig växtart som först beskrevs av Ignatz Urban, och fick sitt nu gällande namn av Terence Dale Pennington. Sideroxylon picardae ingår i släktet Sideroxylon och familjen Sapotaceae. Inga underarter finns listade i Catalogue of Life.